# Christian Langhansen

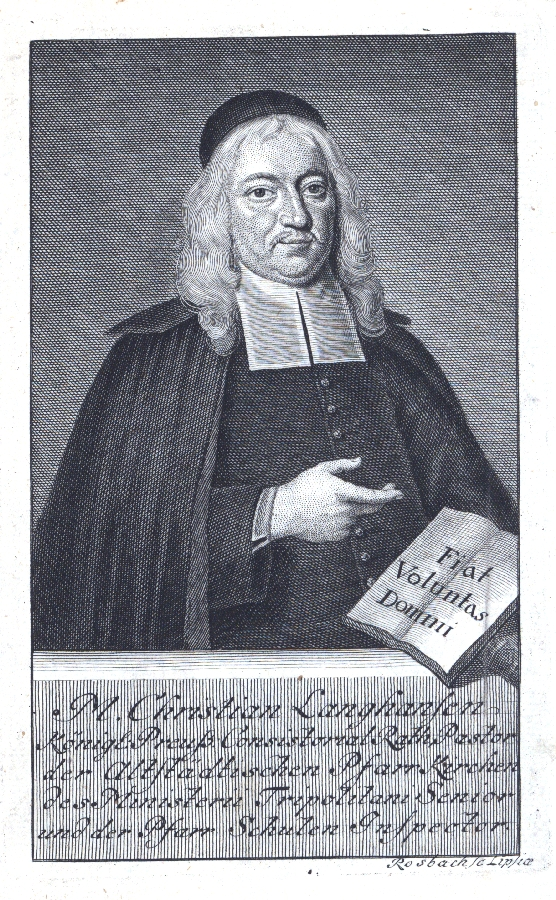
Christian Langhansen

Christian Langhansen (auch: Langhans; * 25. September 1660 in Friedland (Ostpreußen); † 19. Februar 1727 in Königsberg) war ein deutscher Mathematiker und lutherischer Theologe.

## Leben
Christian wurde als Sohn des Ratsherrn Christoph Langhansen († 1672) und dessen Frau Anna, Tochter des Pfarrers Christian Freymuth, geboren. Er hatte anfänglich die Schule seines Heimatorts besucht, war 1672 an die Provinzschule in Lyck gewechselt und hatte 1673 bei seinem Bruder, dem Rektor M. Christoph Langhansen († 1674), in Insterburg seine Ausbildung fortgesetzt. Nach dem Tod seines Bruders setzte er seine Ausbildung wieder an der Schule seines Geburtsortes fort, um am 25. Juni 1676 an die Kathedralschule in Königsberg aufgenommen zu werden. Am 16. April 1678 bezog er die Universität Königsberg und studierte unter dem damaligen Rektor und Professor der Poesie Johann Röling (1634–1679).
Finanzielle Nöte zwangen ihn während seiner ersten Zeit als Student, sich als Schreiber seinen Lebensunterhalt zu verdienen. Dies änderte sich, als er am 17. September 1679 unter die Alumnen des Konviktoriums aufgenommen wurde. Ein Jahr später übernahm er eine Hofmeisterstelle und konnte so seine Studien vorantreiben. So besuchte er die philosophischen und mathematischen Vorlesungen bei Paulo Pomian Pesarovius (1650–1723), Georg Thegen (1651–1729), David Blaesing (1660–1719) und Andreas Hedio (1640–1703). Zudem hörte er auch die theologischen Vorlesungen von Bernhard von Sanden dem Älteren  (1636–1703). Am 26. April 1685 erwarb er den akademischen Grad eines Magisters, habilitierte sich im selben Jahr an der philosophischen Fakultät für Mathematik und hielt dann Vorlesungen zur Arithmetik, Geographie, Geometrie sowie anderen wissenschaftlichen Teildisziplinen der damaligen Wissenschaft.
Er hätte gern eine Bildungsreise an andere Hochschulen unternommen, wurde jedoch am 16. Januar 1688 zum Konrektor der Königsberger altstädtischen Schule berufen, welchen Posten er am 17. Februar übernahm. Jedoch im selben Jahr, am Sonntag vor Weihnachten, wurde er Diakon an der altstädtischen Kirche. Nebenher setzte er seine akademischen Vorlesungen fort, die er aber bald wegen seiner vielfältigen seelsorglichen Aufgaben aufgeben musste. Nachdem er 1719 Pfarrer der Altstädter Kirche geworden war, berief man ihn am 17. Januar 1720 in Samländische Konsistorium als Konsistorialrat. Nachdem er zweiunddreißig Jahre lang diesen Ämtern vorgestanden hatte, verstarb er an einem Schlaganfall und wurde am 1. März 1727 in seiner Pfarrkirche begraben. Sein Sohn Christoph Langhansen sollte ebenfalls Bedeutung erlangen.
Langhansen verfasste eine Anzahl von akademischen Gelegenheitsschriften, z. B. Über die archimedische Untersuchung der Krone des Königs Hiero (1686), Über die Berechnung der regelmäßigen Polyeder (1687), Über die Inhaltsbestimmung der Fässer (1687), letztere ein eifrig diskutiertes Problem jener Epoche. Langhansens Predigten sind gesammelt herausgegeben worden. Einige seiner Asketischen Schriften erlebten verschiedene aufgelegte Übersetzungen.

## Werke
- Disp. De Demonstratione Regulae Proportionis directae. Königsberg 1685
- Dissertationes Mathematicas de Corona Hieronis. 1686
- Diss. De Praedicabilibus. 1687
- De quinque Coporum regularium Soliditate e dato vno latere inuenienda, Diss. Duas. Königsberg 1687
- de Doliorum Dimensione. Königsberg 1687
- de Auspicii regii Symbolis. Königsberg 1687
- Trigamdialecticarum Quaestionum. Königsberg 1687
- Variarum Quaestionum Triades sex. Königsberg 1688
- Predigt bey Einweihung des Altstädtischen Witben- und Waysen-Hauses über Hiob 29, 12. 13.
- Biblische Hausandachten. 8. Bde.
- Passionsbetrachtungen.
- Kinderpostill (wurde in die schwedische, wendische, polnische und litauische Sprache übersetzt).
- Cathechismuslehren

## Leben
- Langhans, Christian. In: Johann Heinrich Zedler: Grosses vollständiges Universal-Lexicon Aller Wissenschafften und Künste. Band 16, Leipzig 1737, Sp. 649.
- Friedrich Johann Buck: Leben einiger verstorbener preußischer Mathematiker. Königsberg, 1764, S. 122 ff. (Online)
- Siegmund Günther: Langhansen, Christian. In: Allgemeine Deutsche Biographie (ADB). Band 17, Duncker & Humblot, Leipzig 1883, S. 687.

| Personendaten    | Personendaten                                    |
| ---------------- | ------------------------------------------------ |
| NAME             | Langhansen, Christian                            |
| ALTERNATIVNAMEN  | Langhans                                         |
| KURZBESCHREIBUNG | deutscher Mathematiker und lutherischer Theologe |
| GEBURTSDATUM     | 25. September 1660                               |
| GEBURTSORT       | Friedland (Ostpreußen)                           |
| STERBEDATUM      | 19. Februar 1727                                 |
| STERBEORT        | Königsberg (Preußen)                             |